# Кустовые отряды самообороны
Кустовые отделы (отряды) самообороны (укр. Самооборонні Кущові Відділи) (1942—1946) — добровольческие отряды коллективной самообороны, создававшиеся в украинских сёлах на оккупированной территории Западной Украины. Впоследствии использовались в качестве тыловой базы Украинской повстанческой армии. В 1943—1944 гг. принимали участие в этнических чистках против польского населения на Волыни и в Восточной Галиции, в 1944—1946 гг. пытались помешать депортации украинского населения из пограничных районов Польши в УССР. Руководство созданием и действиями отрядов самообороны осуществляли районные проводники (руководители) ОУН(б).

## Задачи
Занимались в основном:
- военной подготовкой населения;
- защитой украинского сельского населения от польских и советских партизан;
- строительством и охраной подземных бункеров, госпиталей и складов;
- созданием и поддержанием запасов продовольствия, лекарств и одежды для отрядов УПА;
- транспортным обеспечением, поддержанием связи;

Также участвовали в диверсионных акциях, поддерживая действия отрядов УПА.

## Структура
Кустовые отряды самообороны территориально организовывались по станицам, объединявшим 1-2 села, а также по кустам (5-7 сёл). Кустовые отряды насчитывали от 30 до 50 человек (3-4 роя, отделения).
В структуре ОУН кусты подчинялись районным организационно-мобилизационным референтам, при этом от самих членов отрядов самообороны не требовалось принадлежать к ОУН.

## Деятельность
Появление первых сельских отрядов самообороны на Волыни и Полесье относится к началу 1942 года. Их созданием руководил Дмитрий Клячкивский («Охрим»), краевой проводник ОУН на Северо-западных украинских землях (СЗУЗ — Волынь, Южное Полесье, Холмщина, Люблинское Подлесье). К середине лета 1942 года боёвки на Волыни насчитывали до 600 вооружённых участников. На вооружении отрядов самообороны имелось огнестрельное оружие, но главным образом они использовали хозяйственные инструменты — топоры, вилы, косы, ножи. К 1943 году отряды самообороны существовали на территории всей Волыни.
Осенью 1942 года Клячкивский приступил к созданию на Волыни и Полесье полноценных вооружённых отрядов, составивших основу Украинской повстанческой армии.
Члены отрядов самообороны в отличие от партизан УПА легально проживали в своих сёлах и собирались вместе лишь для участия в определённой акции. Действиями отрядов самообороны руководили «кустовые» военные референты ОУН.
На юго-востоке послевоенной Польши отряды самообороны защищали украинское население «Закерзонья» от действий подразделений Армии Крайовой, польских националистических отрядов, пытались помешать депортации украинцев из Польши в УССР в 1944—1946 годах и выселению на запад Польши в рамках Операции «Висла» в 1947 году.

## Оценки деятельности
В отношении действий отрядов самообороны высказываются противоречивые оценки.
Польская исследовательница Волынской трагедии Ева Семашко (Ewa Siemaszko) считает, что слабое вооружение этих отрядов не позволяло им противостоять советским партизанам и немецким оккупантам, но не мешало ОУН использовать их для нападений на польские сёла.
Польский историк Гжегож Мотыка, член Совета польского Института национальной памяти, специализирующийся на украинской тематике, считает, что главным направлением деятельности отрядов самообороны была защита украинских сёл от нападений.